# 永多
永多是哥倫比亞的城鎮，位於該國北部，由安蒂奧基亞省負責管轄，距離首府麥德林319公里，始建於1941年，面積1,881平方公里，海拔高度34米，2005年人口13,475。
7°00′N 73°55′W / 7.000°N 73.917°W